# Antiope Linea
L'Antiope Linea è una struttura geologica della superficie di Venere.